# Gerhard Schaffran
Gerhard Schaffran (4. července 1912 Leschnitz, Horní Slezsko – 4. března 1996 Drážďany) byl kapitulní vikář arcidiecéze Breslau pro arcibiskupství Görlitz a biskup drážďansko-míšenský.

## Život

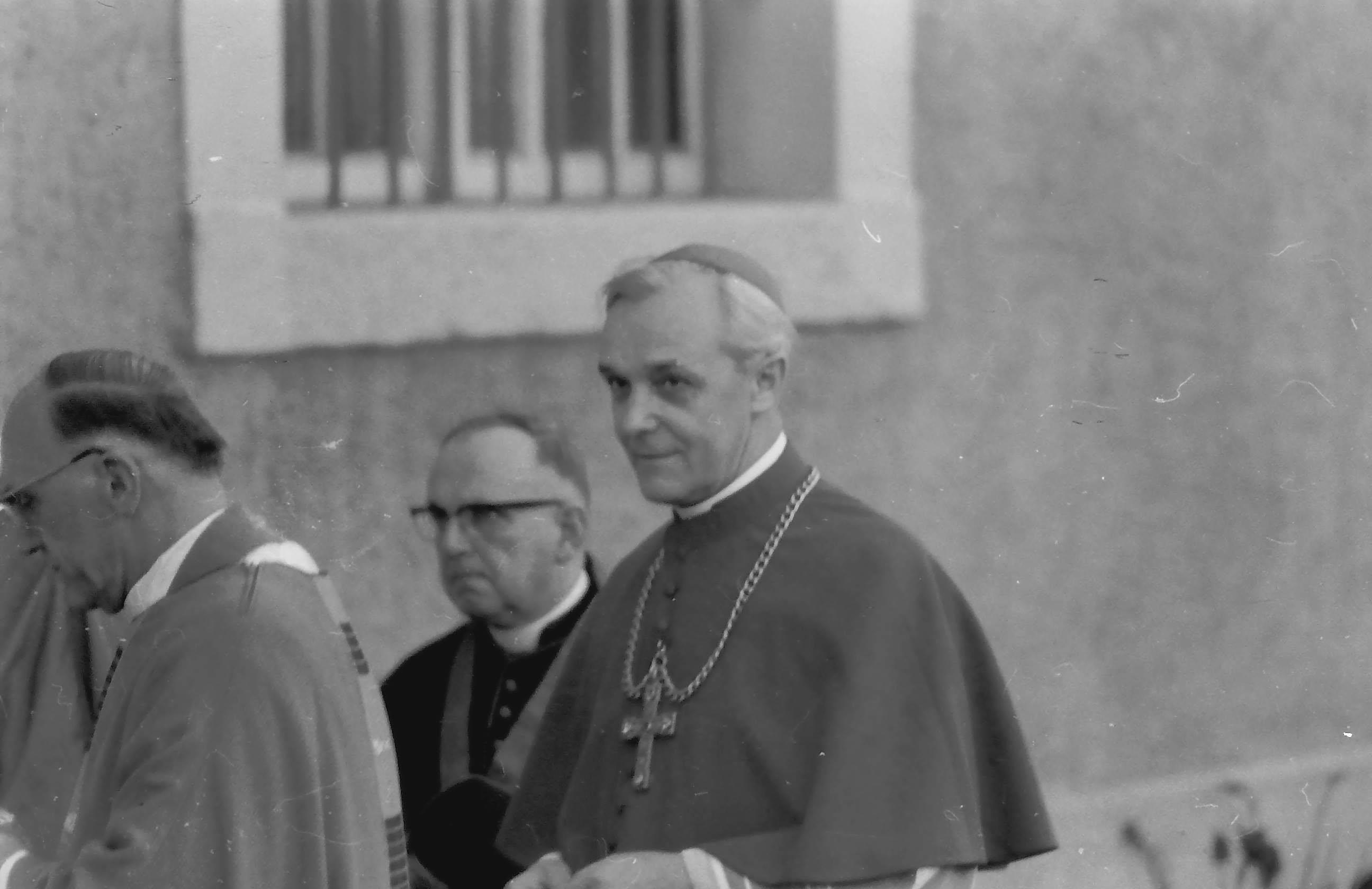
Biskup Gerhard Schaffran při své úvodní návštěvě Crostwitzu v listopadu 1970

Narodil se jako syn učitele. Předtím byl převelen z Vratislavi (dříve Breslau) do Leśnice (dříve Leschnitz). Jako důstojník padl v první světové válce a jeho vdova se s Gerhardem a jeho sourozenci přestěhovala do Görlitz. Nejprve navštěvoval gymnázium v Berlíně, ale maturitu složil v Görlitz a teologii studoval v Breslau. Po vysvěcení na kněze 1. srpna 1937 kardinálem Adolfem Bertramem působil nejprve jako kaplan v Breslau, pak jako vojenský kaplan během války a poté se dobrovolně přihlásil jako zajatecký kaplan v sovětském zajetí v Ázerbájdžánu. Po propuštění z vězení odešel záměrně do NDR, kde byl rektorem katechetického semináře v Görlitz a od roku 1959 působil jako lektor homiletiky v semináři v Neuzelle a jako vězeňský kaplan.
24. listopadu 1962 byl jmenován titulárním biskupem v Semnea a pomocným biskupem kapitulního vikáře Ferdinanda Piontka. Na biskupa byl vysvěcen 22. ledna 1963 berlínským biskupem Alfredem Bengschem. Spolusvětiteli byli pomocní biskupové Friedrich Maria Rintelen z Magdeburgu a Hugo Aufderbeck z Erfurtu. Jeho heslem bylo Soli Deo.

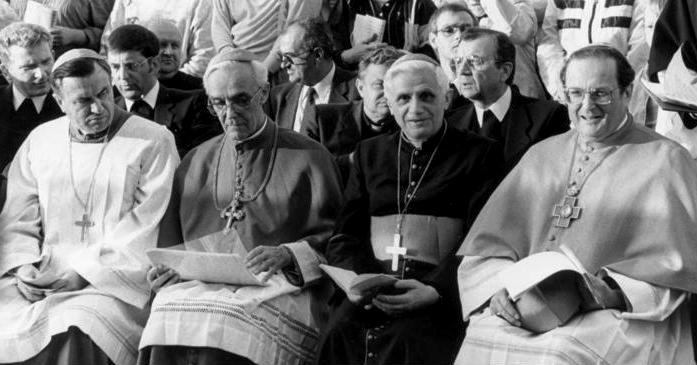
Biskup Karl Lehmann, biskup Gerhard Schaffran, kardinál Joseph Ratzinger a kardinál Joachim Meisner (1987)

Dne 8. listopadu 1963 ho zvolila katedrální kapitula v Görlitz za nástupce biskupa Ferdinanda Piontka a 26. listopadu 1963 mu byla stejně jako Piontkovi udělena Svatým stolcem všechna práva sídelního biskupa. Na jeho podporu mu po jmenování míšeňským biskupem pomáhal pomocný biskup Bernhard Huhn, který jej v roce 1972 vystřídal ve funkci apoštolského administrátora této diecézní oblasti v Görlitz.
Úřadu míšeňského biskupa se ujal 23. září 1970. Do roku 1987 vedl míšeňskou diecézi, jejíž název byl 15. listopadu 1979 změněn na diecézi drážďansko-míšenskou a jejíž sídlo bylo v roce 1980 přeneseno z Budyšína do Drážďan. V letech 1980–1982 předsedal Berlínské biskupské konferenci. Vrcholem jeho práce bylo uspořádání jediného katolického setkání v NDR ve dnech 10. – 12. července 1987 v Drážďanech.
Dne 1. srpna 1987 přijal papež Jan Pavel II. jeho žádost o rezignaci, která byla podána v souladu s kanonickým právem. Zemřel v Drážďanech v roce 1996 a byl pohřben v biskupské kryptě katedrály Nejsvětější Trojice v Drážďanech.

## Spisy
- Die Stifte Melk, Dürnstein, Göttweig, Klosterneuburg (Kláštery Melk, Dürnstein, Göttweig, Klosterneuburg). Langewiesche 1958, společně s Gerhardem Kerffem. (německy)